# جيريمي مور
جيريمي مور (بالإنجليزية: Jeremy Moore)‏ (و. 1928 – 2007 م) هو ضابط من المملكة المتحدة .

## جوائز
حصل على جوائز منها الصليب العسكري، وضابط رتبة الإمبراطورية البريطانية.

## روابط خارجية
- جيريمي مور على موقع الموسوعة البريطانية (الإنجليزية)
- جيريمي مور على موقع ميوزك برينز (الإنجليزية)